# Miranda (métro de Caracas)
Pour les articles homonymes, voir Miranda.
Propatria est une station de la ligne 1 du métro de Caracas. Inaugurée le 23 avril 1988 lors du deuxième prolongement de la ligne entre les stations Chacaíto et Los Dos Caminos, elle s'appelait à l'origine Parque del Este, du nom du parc qu'elle desservait, le parque del Este dont le nom officiel est parque Generalísimo Francisco de Miranda d'où elle tient son nom actuel. Elle est située entre les avenues Francisco-de-Miranda et Rómulo-Gallegos

## Lieux à proximité
- Parque del Este